# Entomoftoromicots
Els entomoftoromicots (Entomophthoromycota) són una divisió o fílum del regne dels fongs (Fungi).

## Taxonomia
El fílum Entomophthoromycota, inclou dues classes:
- Classe Neozygitomycetes
  - Ordre Neozygitales
- Classe Entomophthoromycetes
  - Ordre Entomophthorales